# ساوت ایست آرکیدیا (فلوریدا)
ساوت ایست آرکیدیا (به انگلیسی: Southeast Arcadia) یک منطقهٔ مسکونی در ایالات متحده آمریکا است که در شهرستان دسوتو، فلوریدا واقع شده‌است. ساوت ایست آرکیدیا ۱۸٫۹ کیلومتر مربع مساحت و ۶٬۵۵۴ نفر جمعیت دارد.